# Dungeons & Dragons: Warriors of the Eternal Sun
Dungeons & Dragons: Warriors of the Eternal Sun è un videogioco di ruolo sviluppato da Westwood Studios e pubblicato nel 1992 per Sega Mega Drive. Basato sul gioco di ruolo Dungeons & Dragons, Warriors of the Eternal Sun è ambientato nel mondo Mystara.
Il titolo provvisorio del videogioco era Dungeon & Dragons: Hollow World.

## Modalità di gioco
Warriors of the Eternal Sun permette di controllare un party di quattro giocatori, alternando la visuale tra terza e prima persona (all'interno dei dungeon).